# Pica nuttalli
Ác là mỏ vàng (danh pháp khoa học: Pica nuttalli) là một loài chim trong họ Quạ.
Ác là mỏ vàng sinh sống ở Thung lũng Trung tâm của California và các chân đồi và núi chaparral liền kề. Ngoài việc có mỏ màu vàng và một vệt màu vàng quanh mắt, loài ác là này có bề ngoài gần như giống với loài ác là mỏ đen (Pica hudsonia) được tìm thấy ở phần lớn phần còn lại của Bắc Mỹ. Tên khoa học nhằm tưởng nhớ nhà tự nhiên học người Anh Thomas Nuttall.